# Bigbury
Bigbury är en by och en civil parish i South Hams i Devon i England. Orten har 500 invånare (2011). Byn nämndes i Domedagsboken (Domesday Book) år 1086, och kallades då Bicheberie/Bicheberia.